# Campionato mondiale maschile di pallacanestro 2027
Il XX Campionato mondiale maschile di pallacanestro si svolgerà in Qatar dal 27 agosto al 12 settembre 2027. Sarà la quarta edizione con il nuovo nome FIBA World Cup e la terza con 32 partecipanti. Doha ospiterà tutte le partite.

## Scelta della sede
Durante la riunione del consiglio centrale a Manila, nelle Filippine, il 28 aprile 2023, la FIBA ha annunciato che il Qatar ospiterà la prossima Coppa del Mondo nel 2027.

## Formula
Saranno 32 le squadre ammesse alla fase finale del torneo, e saranno divise inizialmente in otto gruppi da quattro. Le prime due classificate avanzano alla seconda fase, organizzata in quattro nuovi gruppi da quattro squadre. Le prime due classificate di ogni girone (ossia le migliori otto) accederanno ai quarti di finale. Il sorteggio si terrà a Doha ad aprile 2027.

## Sedi delle partite
| Lusail                               | Doha                                          | Doha                        | Doha                                        |
| ------------------------------------ | --------------------------------------------- | --------------------------- | ------------------------------------------- |
| Lusail Sports Arena Capacità: 16.300 | Ali Bin Hamad Al Attiya Arena Capacità: 8.600 | Aspire Dome Capacità: 8.000 | Duhail Handball Sports Hall Capacità: 8.000 |

## Squadre partecipanti
I 32 posti a disposizione saranno così suddivisi: 12 squadre europee, 8 squadre del blocco Asia-Oceania, 7 squadre delle Americhe e 5 africane. Nelle 8 del blocco Asia-Oceania è compreso il Qatar, già qualificato di diritto come Paese ospitante.
| Pr. | Squadra | Data di qualificazione certa | Confed.   | Partecipante in quanto                                         | Partecipazioni precedenti al torneo | Ultima presenza |
| --- | ------- | ---------------------------- | --------- | -------------------------------------------------------------- | ----------------------------------- | --------------- |
| 1   | Qatar   | 28 aprile 2023               | FIBA Asia | Rappresentativa della nazione organizzatrice della fase finale | 1 (2006)                            | Giappone 2006   |